# Gaz combustible
Un gaz combustible est un gaz susceptible de libérer de l'énergie thermique par combustion.

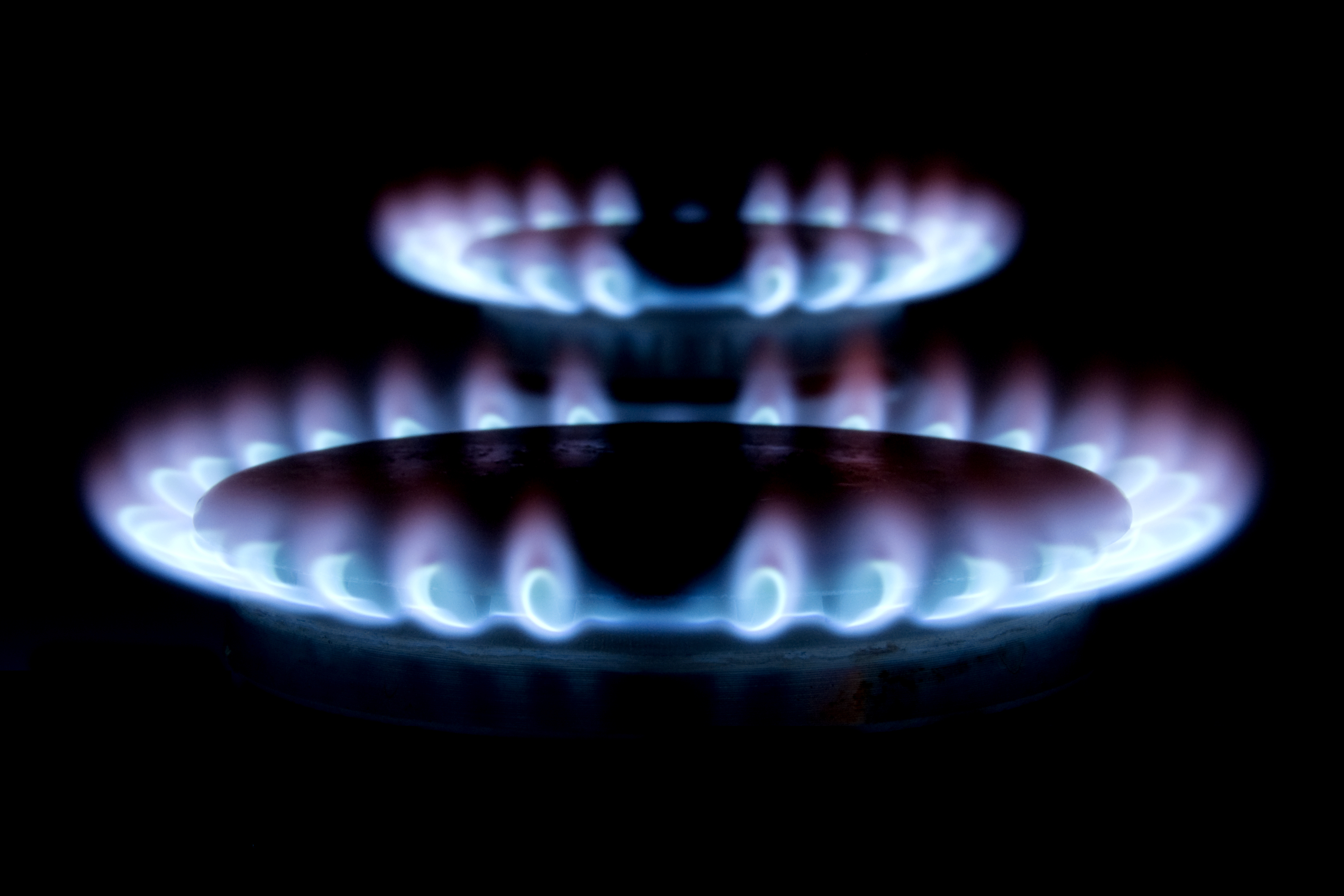
Deux brûleurs à gaz.

## Définitions
Dans le langage courant, le terme « combustible » est souvent réservé aux produits utilisés pour le chauffage (bois, charbon, produits pétroliers…). Dans les faits, ce qualificatif s’applique à tout composé susceptible de s’unir à un oxydant (presque toujours l’oxygène de l’air) et capable de se consumer.
Dans la première acception, « les combustibles sont des produits dont la combustion en présence d'air dans les brûleurs, foyers, fours ou chaudières fournit de l'énergie thermique. » Celle-ci est utilisée dans le secteur domestique et commercial (chauffage, cuisine, parfois éclairage), dans l'industrie (apport de chaleur dans les réactions chimiques endothermiques, production de vapeur et d'électricité), ou encore dans l'agriculture (séchage des récoltes).
Les combustibles se distinguent des carburants, qui sont destinés à la production d'énergie mécanique dans les moteurs.
Les combustibles se répartissent en trois grandes catégories selon leur état physique habituel. On distingue ainsi :
- les combustibles solides (charbon, bois, paille...) ;
- les combustibles liquides (GPL, fioul domestique (FOD), fioul lourd et produits assimilés), tous issus du pétrole brut et, pour une très faible part, de la biomasse (dérivés d'huiles végétales) ;
- les gaz combustibles, objet de cet article.

À chaque état correspondent :
- certains types de stockage et de transport ainsi que les précautions incendie et sanitaires y afférentes. Les opérations de stockage, la manipulation et la manutention des gaz et liquides combustibles se préoccupent des mesures de prévention à appliquer contre les risques d'incendie et d'explosion. Les autres risques sont liés à la toxicité et à l’écotoxicité des produits[1].
- un type d'appareil de chauffage (chaudière ou chauffe-eau, brûleur, corps de chauffe, etc.)
- des normes, législations et conventions de négoces particulières[3]

La seconde acception, plus large, englobe un plus grand nombre de substances, dont la vocation dans l'industrie n'est pas forcément d'être brûlées pour produire de l'énergie. Dans ce cas, l’appellation « combustible » renvoie aux propriétés chimiques, aux précautions de manipulation et de stockage.

## Gaz historiques

### Utilisation ancienne
Les Chinois commencent à utiliser du gaz naturel comme combustible et source d'éclairage au IVe siècle av. J.-C. Le forage systématique de puits pour l'extraction de la saumure au Ier siècle av. J.-C. (Dynastie Han) mène à la découverte de nombreux « puits à feu » au Sichuan, qui produisent du gaz naturel. Ainsi qu'il est rapporté, cela entraîne dès le IIe siècle av. J.-C., une recherche systématique de gaz naturel. La saumure et le gaz naturel sont conduits ensemble par des tubes de bambous. Depuis les petits puits, le gaz peut être acheminé directement aux brûleurs, où la saumure est versée dans des cuves d'évaporation en fonte pour bouillir et produire du sel. Mais le gaz dense et âcre puisé à des profondeurs d'environ 2 000 pieds doit tout d'abord être mélangé à l'air, de crainte qu'une explosion se produise. Pour remédier à cela, les Chinois conduisent d'abord le gaz dans un grand réservoir en bois de forme conique, placé 3 m sous le niveau du sol, où un autre conduit achemine l'air, ce qui transforme le réservoir en grand carburateur. Pour éviter les incendies à cause d'un soudain surplus de gaz, un « tuyau repoussant le ciel » supplémentaire est utilisé comme système d'échappement.
En Europe
Le premier scientifique connu à décrire la production de dihydrogène est le Suisse Paracelse (1493-1541). Il fait cette découverte en versant du vitriol sur de la poudre de fer, mais ne comprend pas la nature exacte du gaz dégagé au cours de l'expérience.
En 1610, Jean-Baptiste Van Helmont démontre d’une façon scientifique l’existence des « gaz », comme il les nomme, et en reconnaît plusieurs. Il identifie l’un d’eux, le « gaz sylvestre » (dioxyde de carbone), qui résulte de la combustion du charbon, de l’action du vinaigre sur certaines pierres, ou de la fermentation du jus de raisin. Pour Van Helmont, le gaz constitue l’ensemble des « exhalaisons » dont l’air est le réceptacle.
En 1766, Henry Cavendish, le premier, détermine la nature du gaz hydrogène qu'il désigne sous le nom de « gaz inflammable » et qu'il produit avec du zinc, de l'acide et de l'eau. Joseph Priestley poursuit les études de Cavendish et Antoine Lavoisier donne enfin au nouveau corps le nom d'hydrogène.
En 1776, Alessandro Volta découvre le méthane en s'intéressant au « gaz des marais »
En 1784, Jan Pieter Minckelers (l'un des découvreurs du gaz d'éclairage) publie un ouvrage intitulé Mémoire sur l'air inflammable tiré de différentes substances. Les recherches de Jan Pieter Minckelers sur les gaz à destination des ballons à gaz le poussent à mettre en œuvre les matières suivantes dans des expériences de distillation dans un canon d'un fusil chauffé dans une forge.
Substances minérales : Houille - Succin - Huile de succin - Asphalte ou bitume judaïque - Fer mêlé avec esprit de sel ammoniac - Fleur de soufre - Molybdène ou mine de plomb noire - Limaille de fer. Substances végétales : Camphre - Charbon de boulanger - Gingembre - Fèves de café non brûlées - Poix - Térébenthine - Huile de calfat - Cotton - Charbon de faux ou de bois - Résine - Sucre - Tourbes de Hollande - Bois de hêtre, Huile d'olives, Bois de chêne - Suie de cheminée, Tourbes de Brabant, Paille. Substances animales : Graisse de Mouton - Huile de baleine, Laine lavée, Laine grasse - Cire blanche - Bleu de Prusse - Corne de cerf - Os de mouton
La fin du XVIIIe siècle débouche, début XIXe siècle, sur la découverte du gaz d'éclairage, première application concrète des gaz combustibles.

### Les gaz manufacturés
Les gaz manufacturés sont fabriqués à partir de 1785, date de leur invention, dans des usines à gaz et des cokeries, principalement à partir de la houille. Ils sont d'abord utilisés comme gaz d'éclairage, par la suite comme combustible pour les turbines et moteurs, pour le chauffage ainsi que la cuisson.
La plupart des gaz manufacturés contiendront principalement du dihydrogène, du méthane et de monoxyde de carbone.
L'histoire du gaz manufacturé est liée à l'histoire de nos villes et des grands groupe énergétique modernes. L'émergence du gaz d'éclairage et des gaz manufacturés est le résultat des recherches et inventions conjuguées du français Philippe Lebon, de l'anglais William Murdoch et de l'allemand Frédéric-Albert Winsor.
Les gaz manufacturés furent essentiellement du gaz de houille.
Des expériences furent tentées, avec souvent des applications industrielles, avec les gaz suivants :
- gaz de bois : gaz de distillation du bois

- gaz de houille : gaz de distillation de la houille

- Gaz portatif : gaz obtenu à partir de schiste bitumineux appelé boghead et rendu transportable par compression ou liquéfaction

- gaz d'huile : gaz de distillation des huiles : Huiles animales ou Huiles végétales

- Gaz de pétrole : gaz de distillation du pétrole et des huiles minérales qui commencent à se répandre.

- gaz de résine : gaz de distillation de la résine

- gaz de tourbe : gaz de distillation de la tourbe

- gaz à l'eau : gaz obtenu par action de la vapeur d'eau sur du charbon de bois ou de la houille incandescents

- Gaz à l'eau carburé :...

- Gaz à l'air :...

- Gaz mixte :...

- Gaz pauvre :...

- Gaz de haut fourneau : Gaz récupéré à la sortie du gueulard des hauts fourneaux. Avec le gaz de cokerie, fournit l’énergie nécessaire à la cokéfaction et à la production de fonte, le surplus est éventuellement valorisé dans des unités de production de vapeur et d’électricité.

### Gaz de synthèse
En 1923, le procédé Fischer-Tropsch breveté par les Allemands Franz Fischer et Hans Tropsch, est à l'époque destiné à la valorisation du charbon. Le procédé repose sur la réduction catalytique des oxydes de carbone par l’hydrogène en vue de les convertir en hydrocarbure. Son intérêt est de produire un mélange d’hydrocarbures qui est ensuite hydrocraqué (hydroisomérisé) afin de fournir du carburant liquide synthétique (synfuel) et du gaz, à partir du charbon.
À l'occasion; l’appellation gaz de synthèse ou syngas (abréviation de synthetic gas) fait son apparition, qui englobe les gaz manufacturés ainsi que les expériences modernes pour créer des gaz synthétique, essentiellement à partir des quatre éléments les plus répandus dans la nature : le carbone, l'oxygène, l'hydrogène et l'azote :
- l'oxygène est pratiquement toujours combiné au carbone sous forme de monoxyde ou de dioxyde de carbone ;
- l'hydrogène est le composant essentiel du gaz de synthèse ;
- l'azote est indispensable à la synthèse de l'ammoniac, mais serait inerte dans le cas des synthèses de produits organiques ;
- les hydrocarbures (gaz naturel ou coupes pétrolières) sont la source principale de gaz de synthèse.

L'utilisation du charbon, après le regain d'intérêt au milieu des années 1980, reste totalement marginale.

### Acétylène
Contemporain des gaz manufacturés, l'acétylène (la lampe à acétylène) est appliqué comme éclairage public en concurrence directe du gaz de houille. Découvert en 1836 par Edmund Davy, produit industriellement à partir de 1892, l'acétylène est utilisé de manière de plus en plus marginale dans les lampes à acétylène (ou lampe à carbure), moyen d'éclairage le plus souvent portable.

### Oxygène et hydrogène
La lumière oxhydrique, dite également lumière Drummond, est émise par un bloc de matière réfractaire porté à l'incandescence par la flamme d'un chalumeau oxhydrique (combinaison de l'oxygène et de l'hydrogène). La douceur de la lumière oxhydrique et son bon indice de rendu de couleur en font un moyen d'éclairage de choix dans les théâtres et autres lieux de spectacle à partir des années 1830, mais l'on discute en 1868 de la possibilité de l'utilisation de l'oxygène à la place du gaz de houille comme moyen d'éclairage public.

### Gaz naturels
Aux environs de 1960, le gaz manufacturé subit la concurrence d'autres combustibles :
- dans le domaine de la cuisine il y a le charbon, l'électricité et le gaz de pétrole liquéfié (GPL) ;
- dans celui de l'eau chaude il y a le mazout et l'électricité.

Le gaz s'attaque dès lors au marché du chauffage central, dans lequel la consommation de gaz est tributaire des variations saisonnières et journalières de la température.
Les gaziers se fournissent désormais en gaz issus de la pétrochimie, qui sont mélangés au gaz de houille :
- gaz de pétrole liquéfié (GPL) ;
- gaz de raffinerie de pétrole ;
- gaz de couche ou grisou qui a un pouvoir calorifique plus important, doit être « dilué » avant d'être injecté dans le réseau.

Toutefois, les disponibilités en gaz restent liées à l'activité d'autres industries (sidérurgie, pétrochimie et charbon. L'industrie pétrolière commercialisant elle-même le GPL sous forme liquide, il est important pour l'industrie gazière de s'assurer ses services pour conserver le monopole sur la distribution du gaz.
En 1878, l'arrivée de l'électricité (lampe à arc et lampe à incandescence) sonne le glas du gaz dans ses applications de gaz d'éclairage. L'industrie gazière qui se sont constitués en gros groupes énergétiques, se réoriente vers les autres applications du gaz combustible.
À partir de 1920 aux États-Unis, et 1960 en Europe, le gaz naturel remplace le gaz manufacturé, dans la plupart de ses applications. Le gaz de houille sert encore comme combustible en sidérurgie. En France, la dernière usine à gaz, celle de Belfort, en Franche-Comté, fermera en 1971.
Les premières utilisations modernes du gaz naturel se sont faites au Nord-Est des États-Unis vers 182] pour l'éclairage public.
Si le pétrole fait l'objet d'une exploitation et d'une utilisation industrielle poussées à partir des années 1850, le gaz naturel devra attendre les années 1950 pour susciter un intérêt mondial. Ses réserves et ressources voir sa production sont mal connues en dehors des États-Unis jusqu'à la fin des années 1960. Le gaz naturel est apparu longtemps comme une source d'énergie difficile à mettre en œuvre. Son commerce sous forme liquéfiée (Gaz naturel liquéfié, GNL) n'a commencé qu'en 1964 dans des volumes très modestes.
L'usage du gaz naturel se répand donc à travers le monde et supplante progressivement le gaz de houille. Toutefois il ne sera que très rarement utilisé à des fins d'éclairage, le gaz manufacturé ayant été détrôné à partir de 1880 par l'électricité.
Le gaz naturel nécessitera des aménagements particuliers de tout son réseau de distribution, appareils de chauffe et autres, méthode de stockage et de transport : canalisations, gazoducs, bateaux et port méthaniers.
En Europe, la découverte des premiers gisements en France et aux Pays-Bas (Liste des champs de gaz (en)) ainsi que la mise au point de méthodes de transport longue distance permettent l'expansion du gaz naturel :
- en France, les gisements de gaz naturel de Lacq et le vallée du Pô découvert en décembre 1951, et acheminé dans toute la France par gazoducs à partir des années 1965 ;
- aux Pays-Bas, Slochteren dans la province néerlandaise de Groningue, le 29 mai 1959, (Champs de gaz de Slochteren (nl)) est rapidement acheminé aux Pays-Bas et vers la Belgique (1966) ;
- en Norvège, Ekofisk (1969).

On songe très rapidement à acheminer par bateau le gaz de Hassi R'Mel dans le Sahara.

## Gaz combustibles

### Hydrocarbures gazeux

#### Méthane

##### Gaz naturels
Le gaz naturel est toujours composé principalement de méthane et issu de la désagrégation d'anciens organismes vivants.
On distingue selon leur origine, leur composition et le type de réservoirs dans lesquels ils se trouvent :
- Gaz conventionnel non associé : issus de la pyrolyse du kérogène ou du pétrole

- Gaz associé : gaz présent en solution dans le pétrole.

- Gaz biogénique : issu de la fermentation par des bactéries de sédiments organiques.

- Gaz de charbon : le charbon contient naturellement du méthane et du dioxyde de carbone dans ses pores.

- Gaz de schiste : certains schistes contiennent du méthane piégé dans leurs fissurations.

- Hydrates : les hydrates de méthane sont des structures de glace contenant du méthane prisonnier.

##### Gaz naturels appliqués
- GNL : Gaz naturel liquéfié

- GNV : Gaz naturel pour véhicules

##### Gaz naturels mélangés
- HCNG : Mélange Gaz naturel-Hydrogène

#### Butane et propane
- Propane (C3H8) : fabriqué à partir du résidu gazeux de raffinage de l'essence.

- Butane (C4H10) : fabriqué à partir du résidu gazeux de raffinage du gazole et de l'essence.

- Le gaz de pétrole liquéfié domestique (GPL) (C4H10) : fabriqué à partir du résidu gazeux de raffinage du gazole et de l'essence.

- Gaz appliqué : bouteille de gaz

### Ammoniac
L’ammoniac est relativement peu inflammable ; de plus, il forme avec l’air des mélanges explosibles. Cependant, les données expérimentales font apparaître des particularités spécifiques à cette substance : sa LIE (18 % en vol dans l’air) et sa LSE (25 % en vol dans l’air) sont très proches, l’énergie nécessaire à l’initiation d’une explosion est élevée et la violence est moindre que celle de l’explosion des autres gaz combustibles. À ce titre, certains auteurs le considèrent comme étant « non combustible ». 
Malgré cette considération, au XXIe siècle, l'ammoniac fait l'objet de nouvelles études pour des moteurs classiques sans émissions de CO2 ; il est particulièrement étudié pour le transport maritime,,,.